# Bahaeldin Rihan
Bahaeddine Mohamed Abdellah Rihan (1º gennaio 1979) è un calciatore sudanese, portiere dell'Al-Hilal.

## Carriera

### Club
Ha sempre giocato nel campionato sudanese.

### Nazionale
Ha preso parte alla Coppa d'Africa nel 2008 e nel 2012.